# 费夫豪曾堡垒

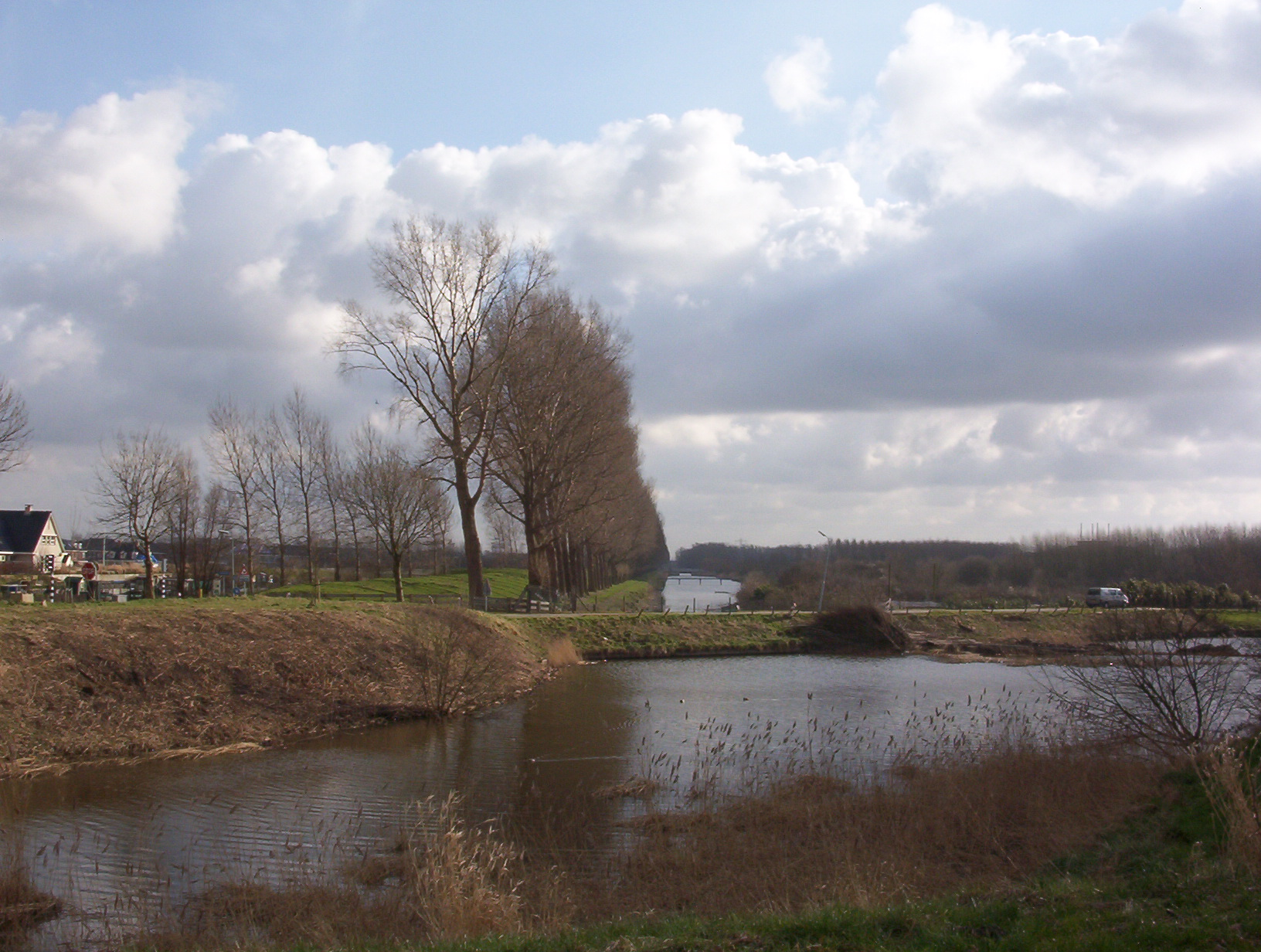
geniedijk的景色，自费夫豪曾堡垒向西南望。

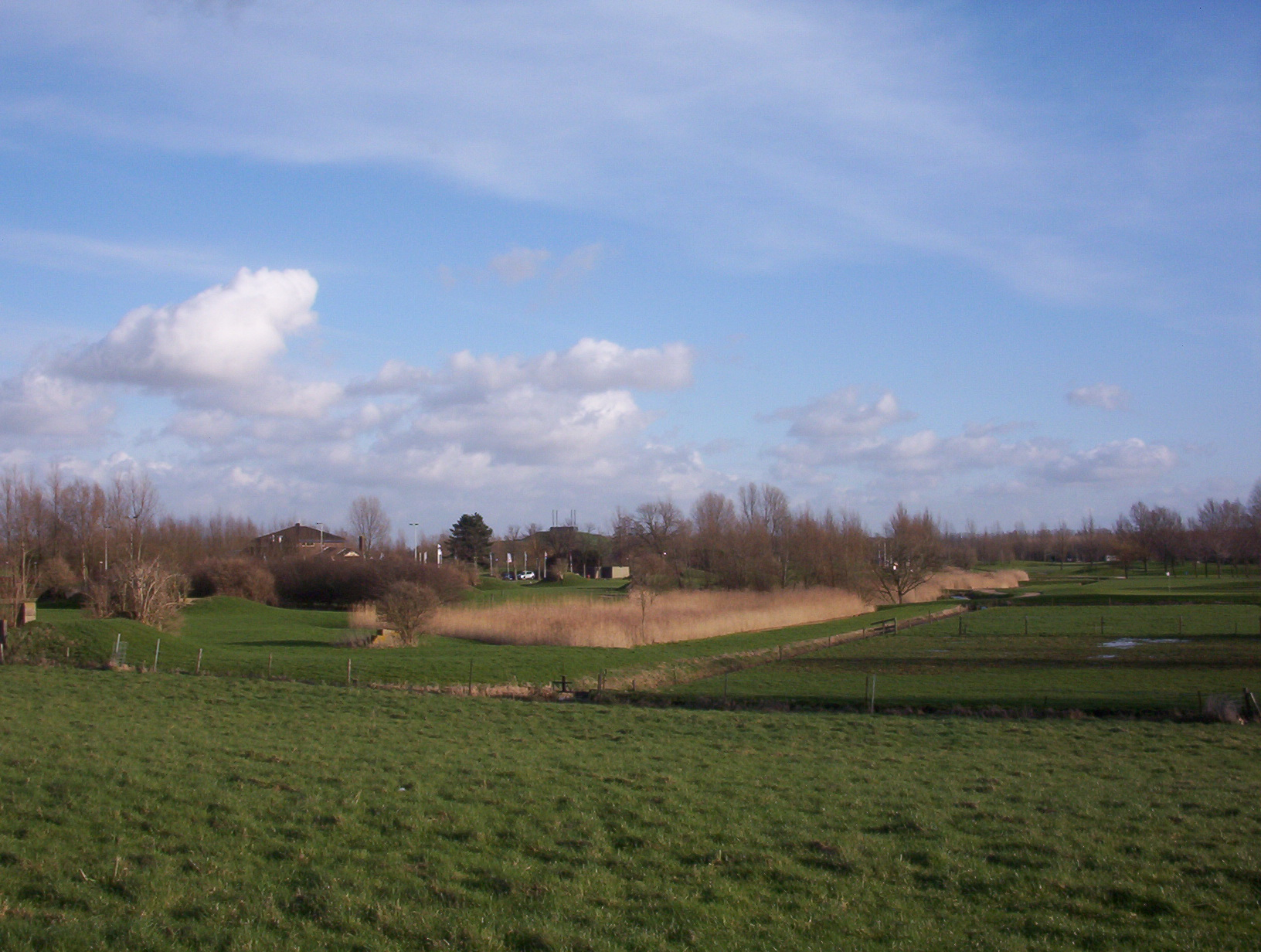
沙坑（bunkers）的景色，展示了费夫豪曾堡垒的前哨。

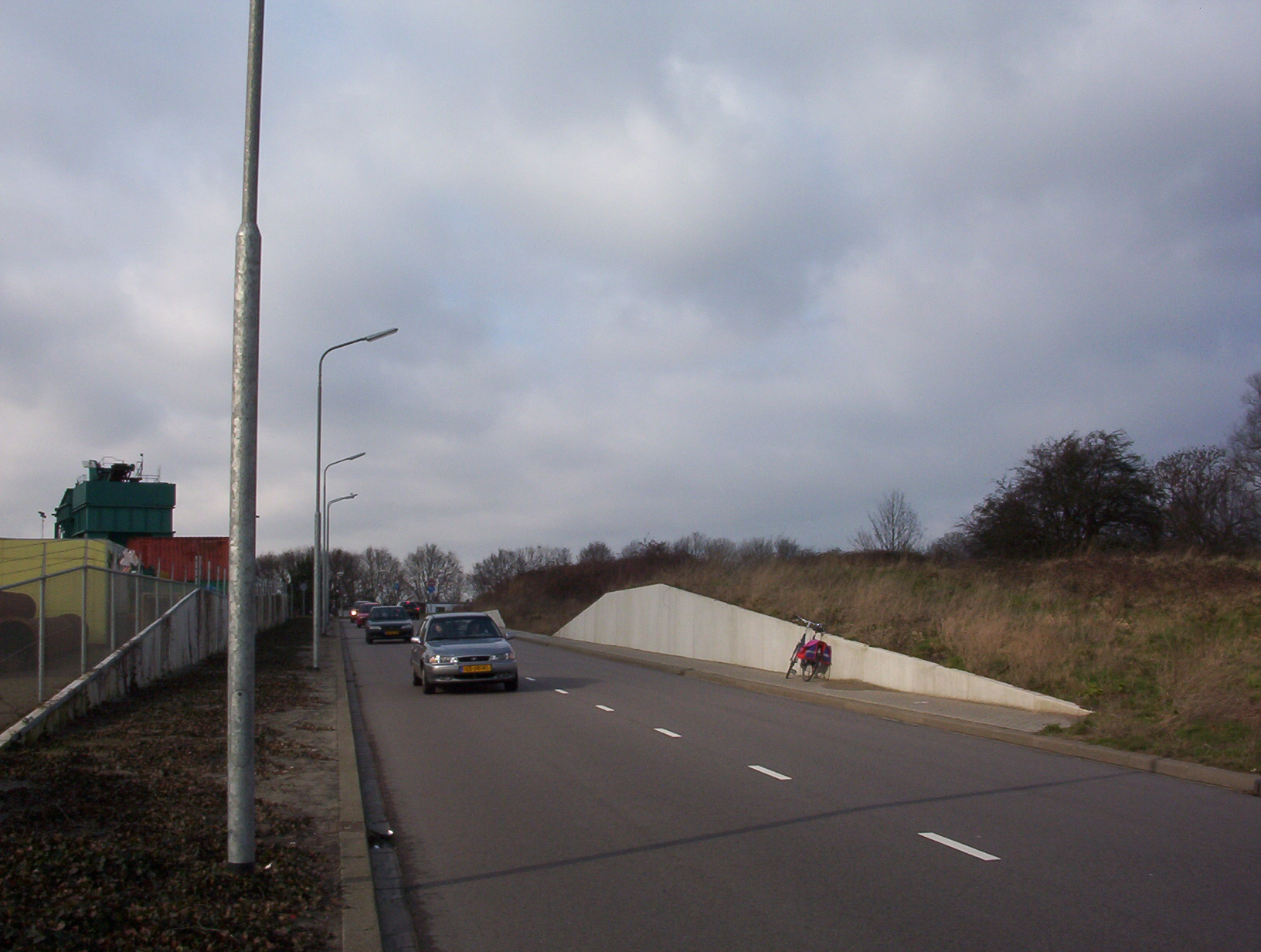
横穿费夫豪曾堡垒的沙坑的道路, 费夫豪曾堡垒第二靠前的前哨。

费夫豪曾堡垒（Fort Vijfhuizen）是阿姆斯特丹防线的42个堡垒之一，属世界遗产。它位于费夫豪曾（Vijfhuizen）镇，在围绕哈勒默梅尔（Haarlemmermeer）圩田的环形运河（ringvaart）上。主堡垒当下由称为Kunstfort Vijfhuizen的慈善基金会维持，后者将其租与12位艺术家工作室和1个餐馆。
该堡垒坐落在一座壕沟环绕的山上，开放时间可以进入。堡垒南部，沿ringvaart，是该堡垒的第一个前哨（fore position），现在是高尔夫球场的一部分。更南些是另一个前哨，位于克吕屈于斯（Cruquius）前面，正好在克吕屈于斯博物馆（Cruquius Museum）南边。